# Jochen Seitz
Jochen Norbert Seitz (Erlenbach am Main, 11 ottobre 1976) è un allenatore di calcio ed ex calciatore tedesco, di ruolo centrocampista.